# Jan Lesiak (pułkownik)
Jan Zygmunt Lesiak (ur. 14 listopada 1945 w Szczukwinie, zm. 17 maja 2020 w Warszawie) – pułkownik UOP, który prowadził w latach 1992–1995 akcję inwigilacji i dezintegracji partii politycznych z prawej i lewej strony polskiej sceny politycznej.

## Życiorys
Był synem Zofii i Władysława, małorolnego chłopa spod Tuszyna. Po ukończeniu technikum samochodowego w Łodzi dostał się na Wydział Melioracji warszawskiej Szkoły Głównej Gospodarstwa Wiejskiego. Od roku 1969 pracował w SB, początkowo w sekcji gospodarczej, zajmującej się głównie rolnictwem. Inspektor Departamentu III MSW od 1 sierpnia 1969 do 1 maja 1972, następnie inspektor Wydziału V tego Departamentu. W 1972 ukończył Szkołę Operacyjną nr 2 w CW MSW w Legionowie.
Od 1977 funkcjonariusz Departamentu III MSW, który miał za zadanie zwalczanie opozycji. W ramach pracy operacyjnej rozpracowywał opozycjonistów PRL m.in. Jarosława Kaczyńskiego (SOR Jar) i Jacka Kuronia (SOR Watra).
W 1990 nie przeszedł weryfikacji. Miał podjąć pracę w Urzędzie Ochrony Państwa dzięki rekomendacji Jacka Kuronia u ówczesnego ministra spraw wewnętrznych Krzysztofa Kozłowskiego.
Po wyborach w 1991 powołany został w MSW nieformalny zespół w składzie: Piotr Niemczyk, Jerzy Konieczny, Konstanty Miodowicz i Jan Lesiak. Jego zadaniem było „przewidywanie możliwych konfiguracji politycznych mogących stworzyć rząd”. Członkowie tego zespołu spotykali się codziennie w gabinecie Andrzeja Milczanowskiego i wysłuchiwali referatów. Ulubionym tematem Lesiaka była Konfederacja Polski Niepodległej. W latach 1992–1995, działając w oparciu o instrukcję UOP nr 0015/92, nadzorował akcje mające na celu dezintegrację polskich partii politycznych, przeciwnych polityce Lecha Wałęsy i rządu Hanny Suchockiej, określanych mianem „ekstremistycznych”. Obok KPN były to: Ruch dla Rzeczypospolitej, Ruch Trzeciej Rzeczypospolitej, Porozumienie Centrum, Polska Unia Socjaldemokratyczna, Polska Partia Socjalistyczna.
Sprawę tzw. szafy Lesiaka, w której przechowywane były opracowane przez jego zespół dokumenty, w 1997 ujawnił Zbigniew Siemiątkowski, minister-koordynator służb specjalnych w rządzie Włodzimierza Cimoszewicza. W 1999 za kadencji Hanny Suchockiej na stanowisku ministra sprawiedliwości, sprawę umorzono; prokuratura uznała wówczas, że inwigilacja była błędem, a nie przestępstwem. W 2005 po objęciu rządów przez braci Kaczyńskich wrócono do sprawy. Jednak wbrew wcześniejszym zapowiedziom nie opublikowano materiałów z „szafy Lesiaka”, które pozostały tajne. Prokuratura postawiła jednak Lesiakowi zarzuty, a 20 września 2006 rozpoczął się jego proces. Lesiak został w nim oskarżony o przekroczenie w latach 1991–1997 uprawnień, m.in. przez stosowanie technik operacyjnych i źródeł osobowych wobec legalnie działających partii politycznych, za co grozi mu do 3 lat więzienia. W pierwszej instancji Sąd Okręgowy w Warszawie umorzył postępowanie ze względu na przedawnienie karalności czynu. Uznał zarazem, że Lesiak złamał prawo, przekraczając swoje uprawnienia, dezintegrując legalnie działające partie polityczne. Jednocześnie oczyścił go z zarzutu o udział w wypadkach losowych liderów partii politycznych (m.in. spowodowanie wypadków samochodowych i włamań do mieszkań). Podając ustne motywy takiego rozstrzygnięcia, wskazał, że czyny zarzucane Lesiakowi przedawnione były już w momencie stawiania zarzutów w 2001 (za czasów urzędowania Lecha Kaczyńskiego jako ministra sprawiedliwości).
Lesiak podejrzewany był także o sfałszowanie w latach 90. teczki Jarosława Kaczyńskiego. Sam podejrzany temu nie zaprzeczał, a sprawa była przedmiotem osobnego dochodzenia prokuratorskiego, które umorzono w 2008 z powodu przedawnienia.
Zmarł 17 maja 2020 roku w Warszawie.